# 1972年入盟條約
《1972年入盟條約》（英語：Treaty of Accession 1972，或譯《1972年加入條約》）是一條讓丹麦、爱尔兰、英国和挪威加入欧洲各共同体的國際協議，前三國批准協議後在1973年1月1日協議生效當日成為歐共體成員國，但挪威則因1972年9月公投否決加入後而未有批准本條約。本條約至今仍然是欧洲联盟憲制基礎的重要一環。
英國在2020年1月31日脫離歐盟後，本條例不再適用於當地。

## 全稱
本條約的官方全稱為：
比利時王國、德意志聯邦共和國、法蘭西共和國、意大利共和國、盧森堡大公國、荷蘭王國（歐洲各共同體成員國）、丹麥王國、愛爾蘭、挪威王國和大不列顛及北愛爾蘭聯合王國之間關涉丹麥王國、愛爾蘭、挪威王國和大不列顛及北愛爾蘭聯合王國加入歐洲經濟共同體和歐洲原子能共同體的條約。
Treaty between the Kingdom of Belgium, the Federal Republic of Germany, the French Republic, the Italian Republic, the Grand Duchy of Luxembourg, the Kingdom of the Netherlands (Member States of the European Communities) the Kingdom of Denmark, Ireland, the Kingdom of Norway and the United Kingdom of Great Britain and Northern Ireland concerning the accession of the Kingdom of Denmark, Ireland, the Kingdom of Norway and the United Kingdom of Great Britain and Northern Ireland to the European Economic Community and to the European Atomic Energy Community.

## 內容
丹麦、挪威和英国本為欧洲自由贸易联盟成員，經濟上互有聯繫。第二次世界大战後的六十年代，英國的國際事務地位被削弱，不如其他歐共體國家般；愛爾蘭經濟仍然依賴英國，近四分之三的出口到英國，因而尋求增強經濟自主。
加入歐共體的國家需要符合兩個條件：在歐洲大陸之上和與所有成員國達成協議。1961年7月31日，英國、愛爾蘭和丹麥申請加入歐共體。經過長時間談判後，法國在1963年否決英國的申請，源由是戴高樂認為英國是美國的「特洛伊木馬」，繼而討厭英方。戴高樂在電視鏡頭前說出的「不」成為著名一幕，也象徵著英法在此以後的多年恩怨。英國首相哈羅德·麥美倫表示，他一直相信戴高樂會阻止英方入歐，但認為只會是低調和私底下阻止，不過他事後表示「所有計劃都被打亂了」。

## 擴大
1969年，歐洲經濟共同體在海牙召開高峰會，接替戴高樂的總統乔治·蓬皮杜不再阻撓英方入歐。又再經談判後，除法國外的歐共體成員國國會均先後批准歐共體擴張，至於法國則在1972年4月公投以68%支持率通過擴歐。
1972年5月至10月期間，申請入歐的多國先後通過本協議。愛爾蘭在5月10日的公投獲81.3%支持而通過；英國上下兩院三讀表決通過；《丹麥憲法》規定任何主權變動均須經公投批准，最終丹麥的入歐公投獲63.3%支持。不過挪威公投有53.5%選民反對入歐，首相特里格弗·布拉特利為此引咎請辭，這亦是挪威第三次入歐未果：1962年和1967年兩度被法國否決，但今次是首次完成談判後被公投否決。
英國在入歐前未有直接諮詢選民意見。工黨籍的哈羅德·威爾遜在1974年10月大選成功拜相後履行競選承諾，在翌年6月舉行公投決定是否留在歐共體，最終67.23%選民支持留歐，投票率達65%，這也是聯合王國首場全民公投。

## 外部連結
- 條約原文（页面存档备份，存于）